# Ленинградская улица (Кронштадт)
Ленингра́дская улица — улица в Кронштадте. Соединяет улицу Комсомола с улицей Газовый Завод и Тулонской аллеей.
Протяжённость магистрали — 470 метров.

## История
Заложена в XVIII веке как Петербургская улица, с 1915 года по 9 ноября 1924 года носила название Петроградская, после чего 9 ноября 1924 года, в связи с переименованием Петрограда получила нынешнее название — Ленинградская улица.

## География
Ленинградская улица проходит между Лазаревским переулком и улицей Лебедева в восточной части острова Котлин. Нумерация домов осуществляется с востока на запад, таким образом, улица берёт начало от места слияния Тулонской аллеи и улицы Газовый Завод. Ленинградская улица соединяется Т-образным перекрёстком с улицей Комсомола в 30 метрах от кронштадтского Обводного канала.

## Организации, здания и сооружения

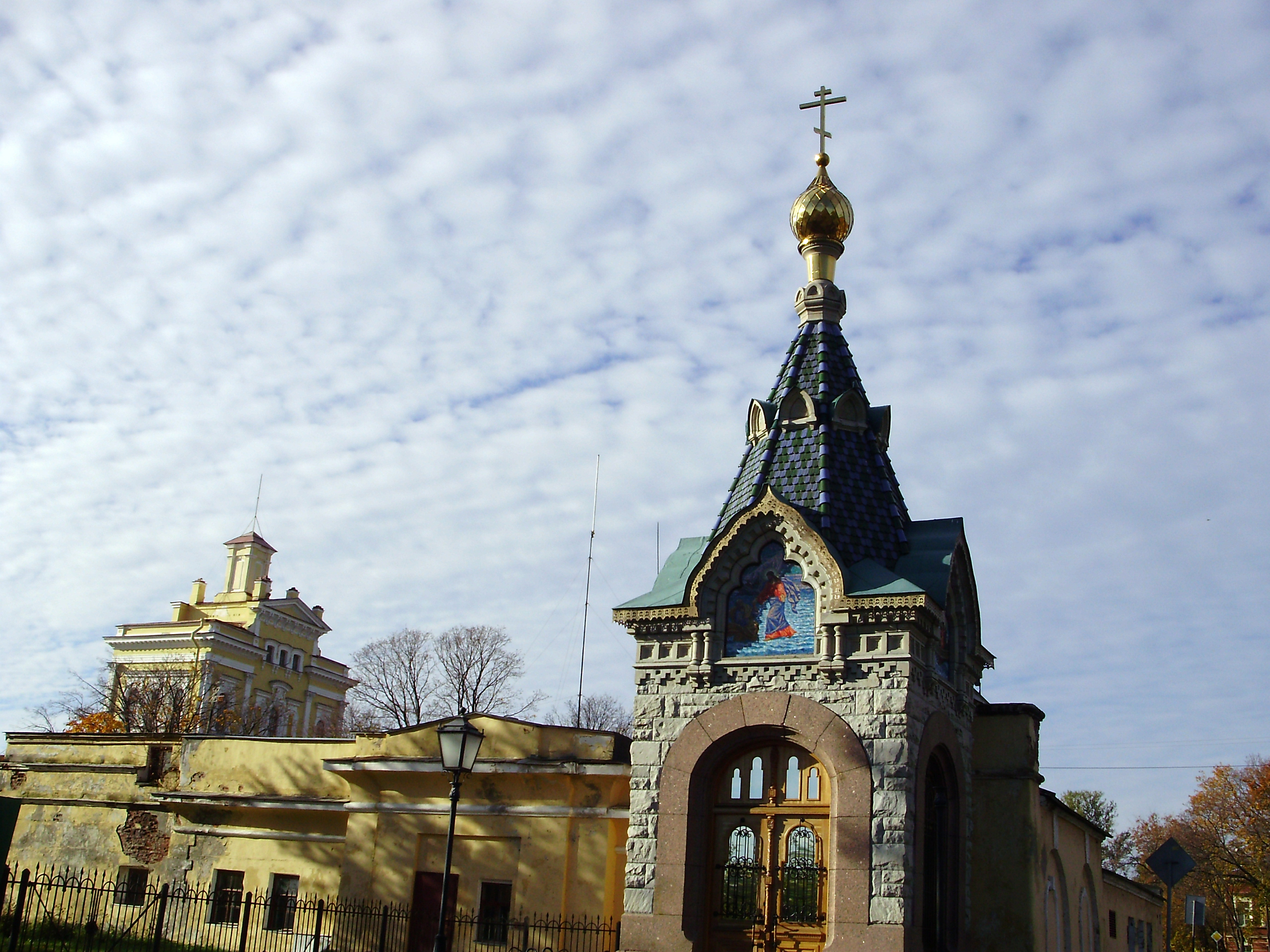
Музей истории Кронштадта (слева)
и Богоявленская часовня

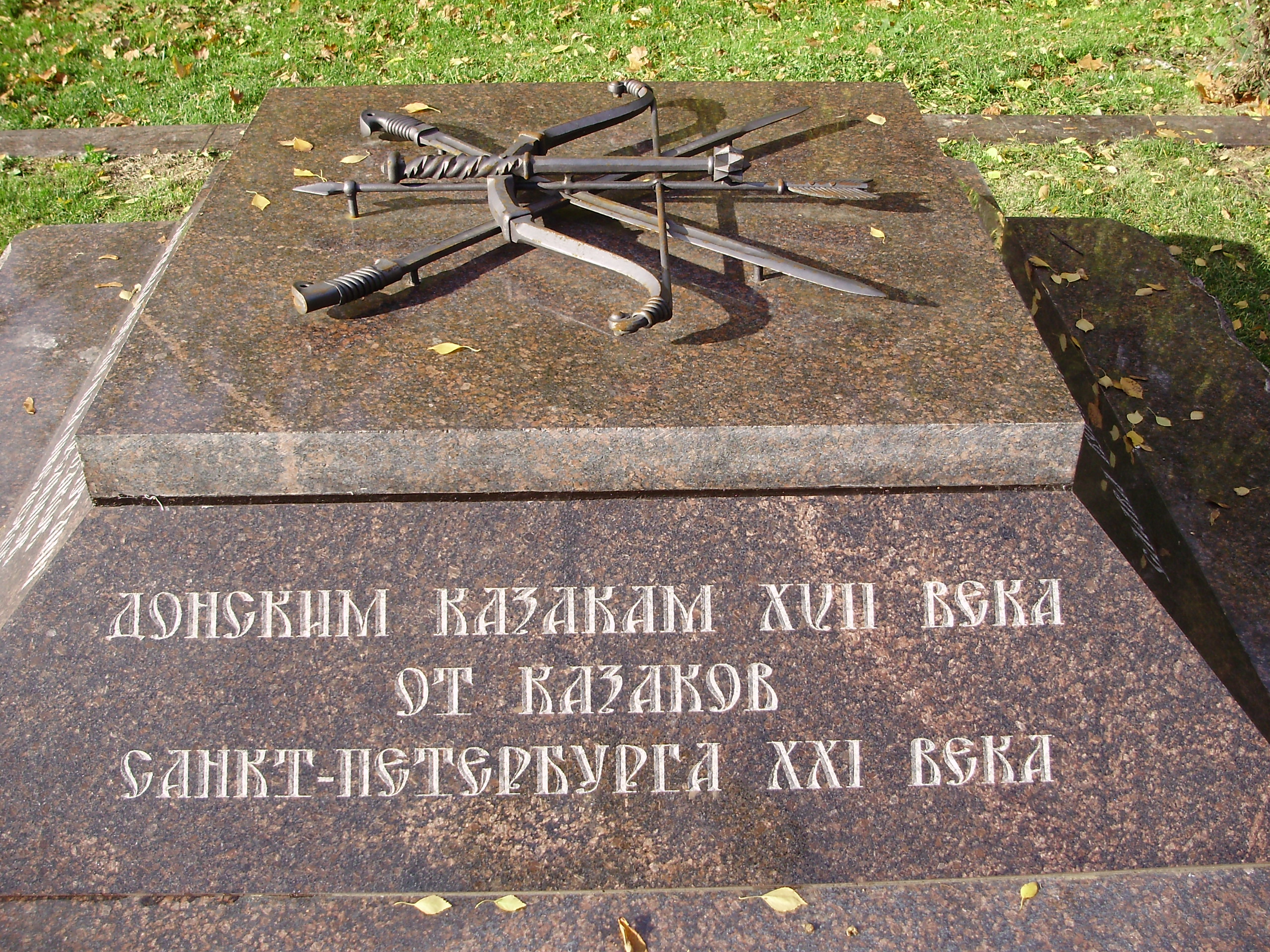
Памятник Донскому казачеству, расположенный напротив часовни Богоявления Господня

- Дом 1Н — бывшая лютеранская Елизаветинская кирха
- Дом 2 — кронштадтский яхт-клуб[3];
- Дом 2 — часовня Богоявления Господня (Спас-на-Водах)[4];
- Дом 2А — бывшая башня городского водопровода, исторический архитектурно-художественный музей (музей истории Кронштадта)[5];
- Дом 9 — центр социальной реабилитации инвалидов и детей-инвалидов Кронштадтского района[6];
- Дом 10 — детская музыкальная школа № 8, бывший сиротский дом[7];
- памятник Донскому казачеству[8].

## Транспорт
- автобусы: № 1Кр, 2Кр, 3Кр[9].

## Пересечения
с востока на запад:
- Тулонская аллея
- улица Газовый Завод
- Ильмянинова улица
- улица Мануильского
- улица Аммермана
- улица Комсомола